# Min søsters børn alene hjemme
Min søsters børn alene hjemme er en dansk familiefilm fra 2012 og en del af Min søsters børn-serien. Filmen er instrueret af Martin Miehe-Renard.

## Anmeldelser
Filmen fik ikke de bedste anmeldelser, BT sagde filmen var Fjoget uden at være morsom;
Ekstra Bladet gav filmen 0 Stjerner, men andre film i serien har solgt mange billetter, trods dårlige anmeldelser .

## Medvirkende
- Peter Mygind – Onkel Erik
- Mille Dinesen – Irene Flinth
- Ditte Hansen – Mor
- Troels Malling – Far
- Mathilde Høgh Kølben – Amalie
- Lasse Guldberg Kamper – Michael
- Rumle Risom – Blop
- Sebastian Kronby – Jan
- Frida Luna Roswall Mattson – Pusle
- Brian Lykke – Knud
- Louise Mieritz – Olga
- Helle Dolleris
- Asger Reher
- Søren Vejby
- Caspar Phillipson